# 光子分子
光子能结合在一起形成分子，此時它被称为光子分子。光子分子是一种理论上的自然物质形態，它也可以由人工制造。光子分子最早於2007年被人预测。